# Адаптивная роботизация
Адаптивная роботизация — раздел роботизации, занимающийся созданием программ для роботов на основе искажений реальных моделей от идеальных 3D моделей. Основные задачи адаптивной роботизации — снижение времени на программирование роботов для выполнения не серийных заданий на одном роботизированном комплексе.
Отличие адаптированного робота от программируемого:
- Роботы с программным управлением имеют жесткую управляющую программу с заранее установленным заданием.
- Роботы с адаптивным управлением снабжают устройствами для восприятия внешней среды (например, телекамера, микрофон, щуп), они имеют управляющую программу, способную приспосабливаться к изменениям условий технологического процесса или изменениям внешней среды.[1]

Адаптивная роботизация находит применение в сварке не серийных металлоизделий, габаритных конструкций, окраске, термической резке, шлифовке, фрезеровке и пр., где позволяет компенсировать, соответственно, не идеальность сборки перед сваркой, отклонение геометрии изделия от чертежа.
Важное отличие от жестко запрограммированных роботов в том, что управляющая программа адаптивного робота не содержит полного набора необходимой информации; её недостающая часть формируется в процессе функционирования на основе анализа выполняемых действий и контроля измеряемых параметров внешней среды, а также состояния узлов и подсистем робота.
Большинство моделей жесткопрограммируемых ПР может быть использовано в адаптивном режиме благодаря оснащению их сенсорными устройствами и соответствующим математическим обеспечением. Алгоритмы управления при этом могут быть достаточно простыми и заключаться в суммировании и сравнении сигналов с датчиков внешней и внутренней информации и формировании корректирующих воздействий на управляющую программу.

## Применение
- Манипуляции. В этом случае основная функция робота — заменить человеческие руки, будь то перемещения материала, изделий и заготовок или же их погрузка и разгрузка. Перед такими механизмами не стоит задачи выполнить сложные действия, они раз за разом делают одну и ту же операцию, которая задана программой. Основная сфера применения роботов такого типа — упаковка, погрузка-выгрузка, перенос изделий между производственными участками.

- Обработка. Роботизация этой сферы позволяет успешно решать многие задачи в области сварки, испытания, резания и контроля.

- Сборка. Значительная доля работ в производстве приходится на сборочные операции. Многие из них слишком сложны для машины, поэтому на данном этапе большую часть манипуляций выполняют люди. Но простой и повторяющийся процесс вполне можно роботизировать.[3]